# Supatá
Supatá es un municipio colombiano del departamento de Cundinamarca, ubicado en la provincia del Gualivá, a 76 km al noroccidente de Bogotá. Tiene bajo su jurisdicción el centro poblado La Magola.

## Toponimia

### Origen lingüístico[3]
- Familia lingüística:
- Lengua:

### Significado
Se desconoce el significado y origen de la palabra supatá en lengua panche.

### Origen / Motivación
Supatá lleva este nombre en memoria del cacique Panche que gobernaba la región en tiempos prehispánicos y comienzos de la Conquista, y que a la llegada de los conquistadores españoles abandonó la región.

## Historia

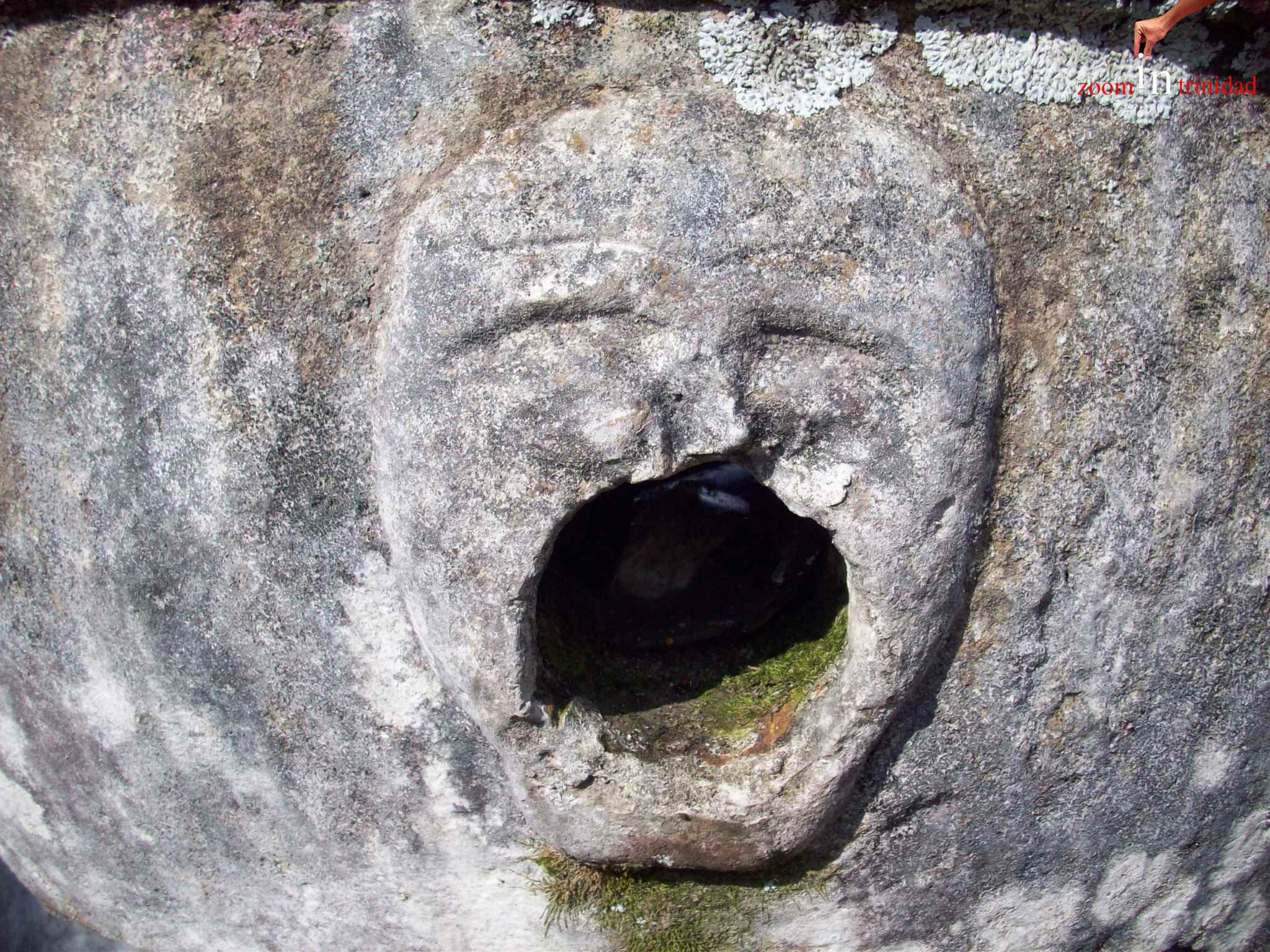
Posible obra indígena.

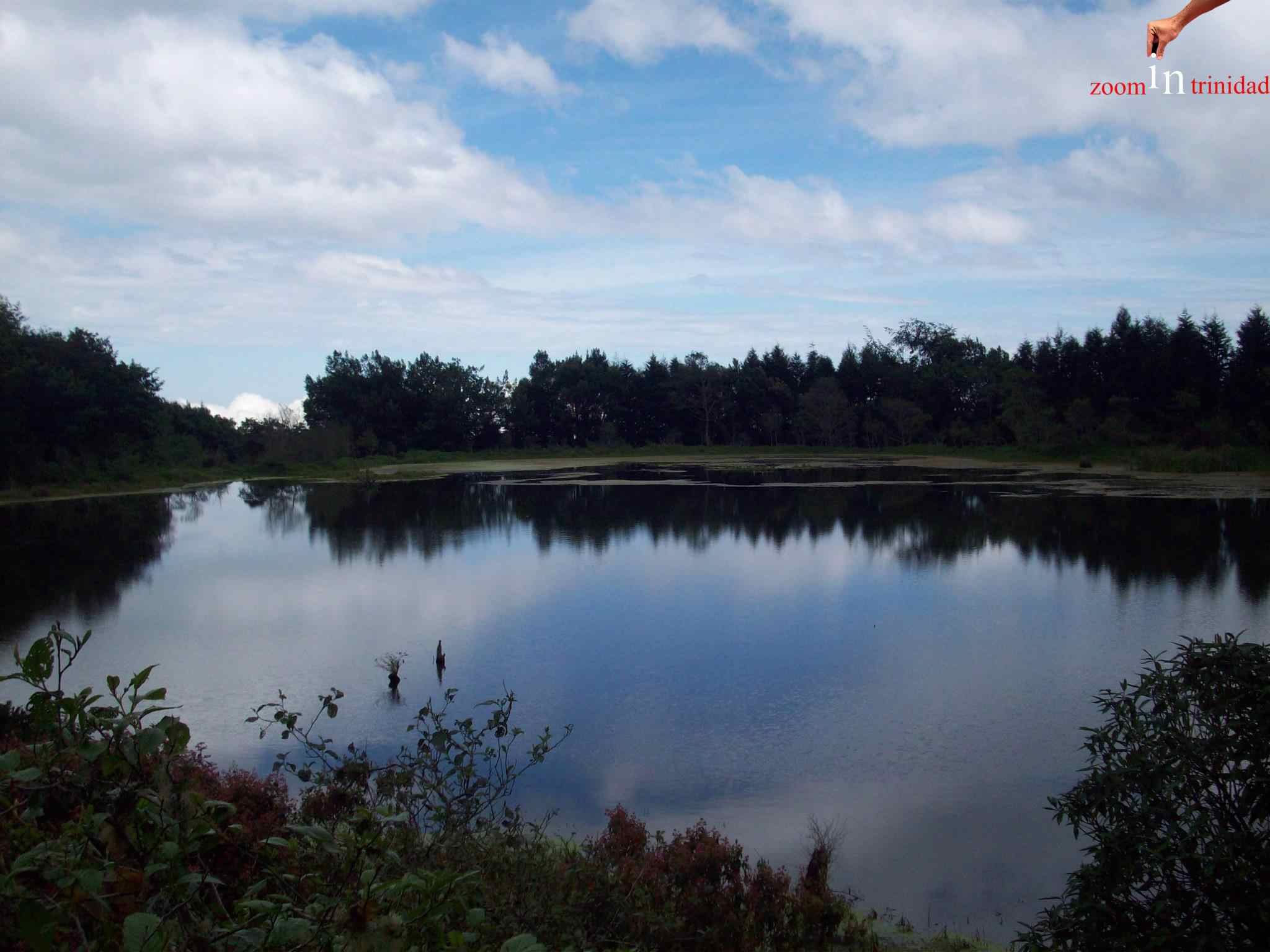
Laguna Hispania en Supatá.

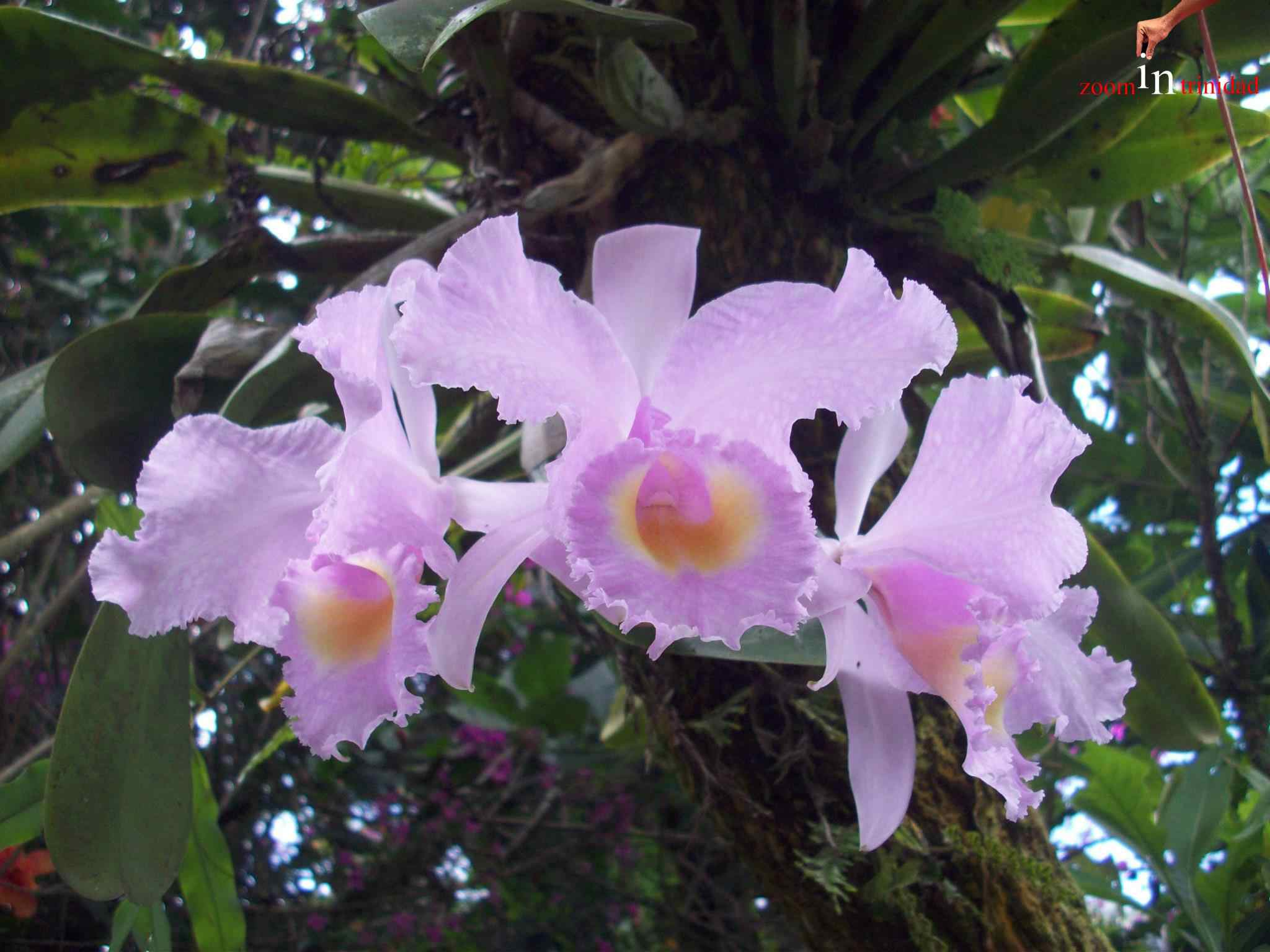
Orquídeas supateñas.

### Periodo español
Notificados los Panches de la región de Supatá de la llegada de Hernán Pérez de Quesada, su cacique la abandonó y a través de Pinzaima, Guanacas sobre el Río Negro y la cordillera que los separa, se detuvo en la serranía del cobre, en el sitio Laguna Verde, donde se instaló, previa alianza con Itoco, cacique de los Colimas, sus vecinos del norte. Laguna Verde se llamó después Mesitas, denominación que aún conserva, vereda en la cual surgió el nuevo poblado de Supatá.
En 1747 Supatá era el nombre de la hacienda del presbítero Jacinto Roque Salgado y Zubiete, quien era párroco de Serrezuela (la actual Madrid, Cundinamarca), y en 1774 fundador de la Parroquia de Subachoque.
En 1767 el Rey Carlos III ordenó la expulsión de los jesuitas de todos sus dominios, orden que fue ejecutada en el Virreinato de la Nueva Granada por el virrey Pedro Mesía de la Cerda; sin embargo, algunos jesuitas encontraron refugio en Supatá.

### Época republicana
Los jesuitas regresaron nuevamente a Bogotá en 1857, durante el gobierno de Mariano Ospina Rodríguez. Después de la guerra de 1861, el general Tomás Cipriano de Mosquera los expulsó; algunos se trasladaron a Guatemala, pero el sacerdote Camilo Ignacio Moreno, quien se encontraba enfermo de lepra, junto con otro sacerdote, se refugiaron en una finca de Supatá. 
Al morir el padre Camilo Ignacio Moreno, los señores Aguilera, Moreno, doña Rita Perea y otras gentes solicitaron a la casa arzobispal de Bogotá la fundación de una parroquia en Supatá, pues no había quién celebrara la santa misa, y la iglesia de Subachoque, a la que pertenecían, se encontraba muy distante.
En 1869 se constituyó la parroquia de San Ignacio de Supatá, en ese año figura como cura párroco el presbítero Florentino Sarmiento, quién de 1862 a 1866 fue párroco de Subachoque. En la actualidad, la parroquia de Supatá hace parte de la Diócesis de Facatativá.
Después de estar firmadas las escrituras para construir la iglesia y de cumplir otros requisitos, el 13 de marzo de 1872, el señor arzobispo creó en Supatá la Parroquia de San Ignacio de Loyola, que algunos años después, en memoria del padre Camilo Ignacio Moreno, comenzó a figurar como San Ignacio de Supatá. 
Antes de retirarse el presbítero Florentino Sarmiento, junto con los señores Aguilera, solicitaron la creación del distrito municipal.

### Municipalización
Por medio de la Ley 21 del 13 de diciembre de 1882 la Asamblea Legislativa del Estado de Cundinamarca segregó del municipio de Subachoque las haciendas de los señores Aguilera y de los señores Moreno, junto con otras tierras de doña Rita Perea, y creó el municipio de Supatá.
El 15 de febrero de 1947 un avión DC-4 de Avianca se accidentó en el cerro El Tablazo. En dicho accidente falleció en futbolista barranquillero Romelio Martínez.
El 19 de octubre de 1969 se fundó el Restaurante Escolar, este fue el primero de su tipo en Cundinamarca.

## Naturaleza
El municipio de Supatá es único en el mundo ya que en 20 hectáreas de su territorio habita una rana dorada única en su especie.

## Geografía
Tiene bajo su jurisdicción el centro poblado La Magola.

### Límites
| Noroeste: Vergara (Río Negro) | Norte: Límite entre Vergara y Pacho | Nordeste: Pacho                            |
| Oeste: Vergara                |                                     | Este: Límite entre Pacho y Subachoque      |
| Suroeste: La Vega             | Sur: San Francisco de Sales         | Sureste: Subachoque (Cuchilla del Tablero) |

## Turismo
- Cerro El Tablazo
- El pino más grande de Supatá
- El Cajón
- Calle Rochefor
- Las Cascadas
- La Piedra Moya

## Movilidad
Por Supatá se llega a través la Ruta Nacional 50 desde Puente de Guadua en Bogotá (Calle 80) hasta San Francisco de Sales y una vez en su casco urbano, se va por la vía terciaria hacia el norte hasta el casco supateño.

## Servicios públicos
- Energía Eléctrica: Enel, es la empresa prestadora del servicio de energía eléctrica.
- Gas Natural: Alcanos de Colombia es la empresa distribuidora y comercializadora de gas natural en el municipio.